# Thomas Phillips (almirante)
Sir Thomas "Tom Thumb" Spencer Vaughan Phillips ( Castillo Pedennis, Falmouth, 18 de febrero de 1888 - 
Golfo de Siam, 10 de diciembre de 1941) fue un marino con el grado de almirante de la Real Marina Británica que pereció en la  Batalla del Golfo Malayo durante la Segunda Guerra Mundial en la apertura del frente del Pacífico.
Thomas "Thumb" Phillips fue uno de los almirantes más jóvenes de la Real Marina Británica, también uno de los de menor estatura a excepción de Horatio Nelson  que fue aceptado en la marina real contando con tan solo 1,62 m también fue uno de los  oficiales británicos de mayor rango que pereció en el conflicto a bordo de su buque insignia, el  acorazado Prince of Wales en 1941.  Entre sus pares se le consideraba despectivamente como un almirante de escritorio o sin experiencia en combate.

## Biografía
Phillips nació en el seno de una  familia aristocrática en el castillo de Pedennis en Falmouth, Inglaterra. Su madre fue Lady Louisa Mary Adeline de Horsey Phillips y su padre, el coronel Thomas Vaughan Wynn Phillips.
A pesar de no contar con la altura mínima exigida, fue admitido y se unió a la Real Marina Británica en 1903 como cadete, ascendió a guardiamarina en 1904 y alcanzó el grado de teniente en 1909. En la marina se le apodó como Tom - Thumb (pulgarcito) a causa de su estatura baja.
Durante la Primera Guerra Mundial sirvió a bordo de destructores que realizaron misiones en el mar Mediterráneo y en el Pacífico Oriental, ostentando ya para 1916 el grado de capitán de corbeta con tan solo 28 años.
En 1928, asumió su primer mando a bordo del HMS Campbell con el grado de capitán de navío. Entre 1930 y 1935 formó parte del Personal de Planificación Naval del Almirantazgo y ascendió al grado de comodoro de flotilla de destructores en 1938.
En 1939,  fue ascendido al grado de almirante a los 51 años de edad, uno de los más jóvenes en ostentar este grado al momento de la concesión siendo además asesor naval personal del rey Jorge VI otorgándosele la distinción de Sir.  
Phillips además fue cercano al primer ministro  Winston Churchill quien le consideraba ingenioso, enérgico y  con gran preparación. Ya en junio de ese año, bajo los buenos auspicios de Churchill, se le asciende a vicealmirante.
En mayo de 1941, Phillips fue parte de los asesores navales que investigaron el  hundimiento del  crucero de batalla Hood y con sus conclusiones se ganó la confianza de Churchill. El 2 de octubre de 1941, fue enviado a la acción  con el grado de almirante interino a Singapur a bordo del  veterano acorazado Repulse  quedando a la espera del  acorazado Prince of Wales en el estrecho de Johore, cerca de Singapur, arribando su buque insignia el 28 de noviembre de ese año.  La Fuerza Z como se le llamó, era hasta ese momento la única con alguna posibilidad ofensiva  frente a las acciones japonesas en el Golfo de Siam.

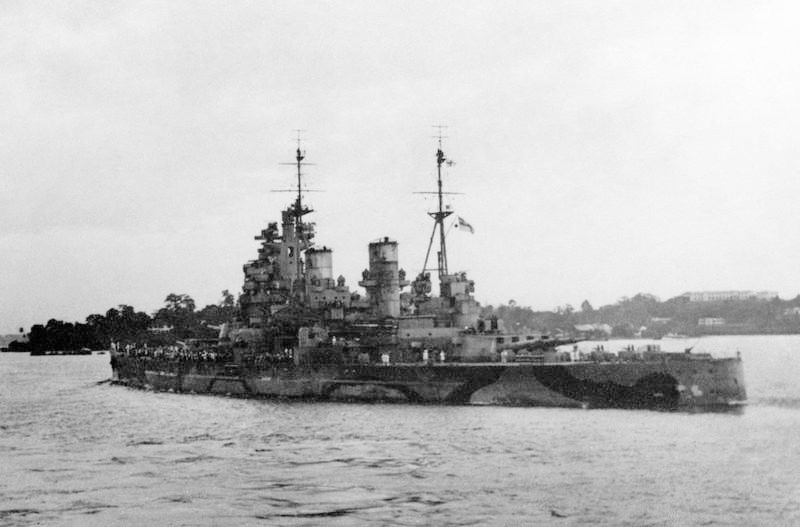
El HMS Prince of Wales dejando Singapur el 8 de diciembre de 1941

Zarpó desde Singapur sin contar con la debida cobertura aérea, el 8 de diciembre de 1941 al mando de la llamada Fuerza Z compuesta por estos los acorazados  acorazado Prince of Wales y Repulse,  y los destructores  Electra, Jupiter, Tenedos y Encounter en pos de Kuantan en el golfo malayo, donde según informes se verificaba un desembarco japonés, el objetivo de la temeraria salida al mar era hundir los mercantes que apoyaban los desembarcos nipones.  
Al llegar al lugar, se supo que dichos informes eran errados ya que el desembarco se estaba desarrollando en Kota Bharu, un punto más cercano hacía la península de Indochina, por lo que decidió regresar a Singapur dando un largo rodeo evitando áreas minadas.
Fueron sorprendidos en el retorno por grupos de bombarderos torpederos nipones salidos desde Saigón que en una notable acción de encajonamiento  hundieron al vetusto HMS Repulse y su buque insignia, el  acorazado Prince of Wales.
Thomas Philips y 940 miembros de su tripulación perecieron a bordo de sus respectivos buques el 10 de diciembre de 1941 como resultado de la  Batalla del Golfo Malayo.